# Yves Pambou
Yves Simon Pambou Loembet (sinh 27 tháng 11 năm 1995) là một cầu thủ bóng đá Congo thi đấu cho FC DAC 1904 Dunajská Streda, ở vị trí tiền vệ. Anh cũng giữ quốc tịch Pháp.

## Sự nghiệp câu lạc bộ
Sau khi thi đấu cho hệ thống trẻ FC Nantes, Pambou chuyển đến Ý, gia nhập câu lạc bộ Serie B Reggina Calcio vào tháng 7 năm 2013.

## Sự nghiệp quốc tế
Pambou ra mắt cho Đội tuyển bóng đá quốc gia Congo trong trận hòa 1-1 vòng loại FIFA World Cup 2018 cùng với Ghana ngày 1 tháng 9 năm 2017.